# Kapuzinerkloster Altötting

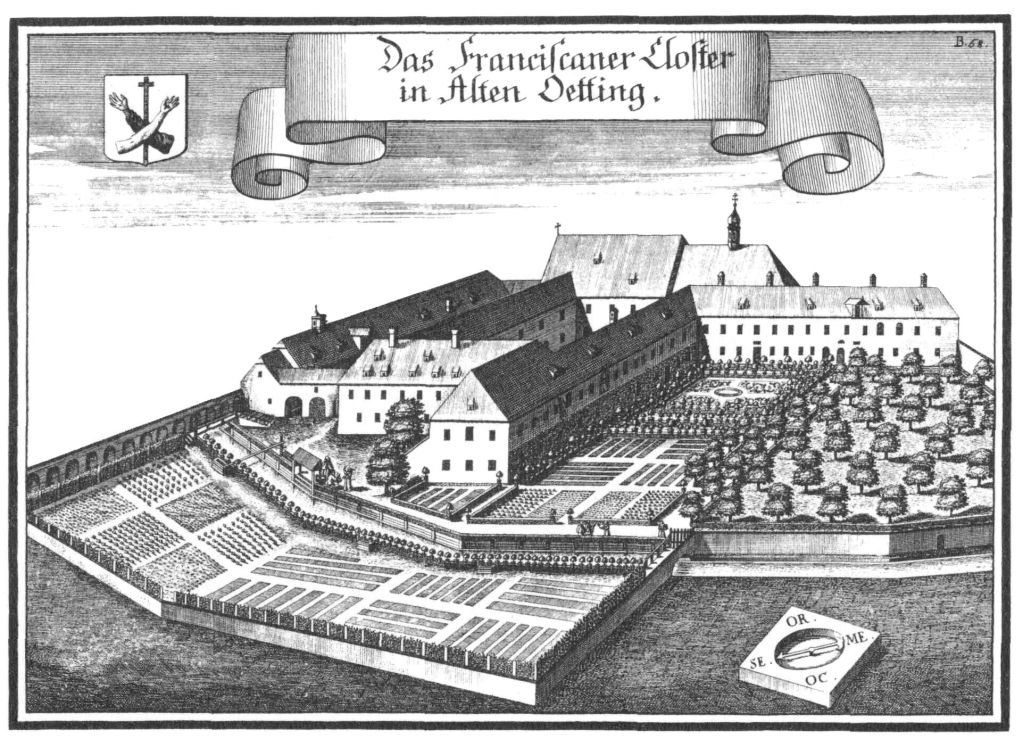
Franziskanerkloster in Altötting nach einem Kupferstich von Michael Wening (1721)

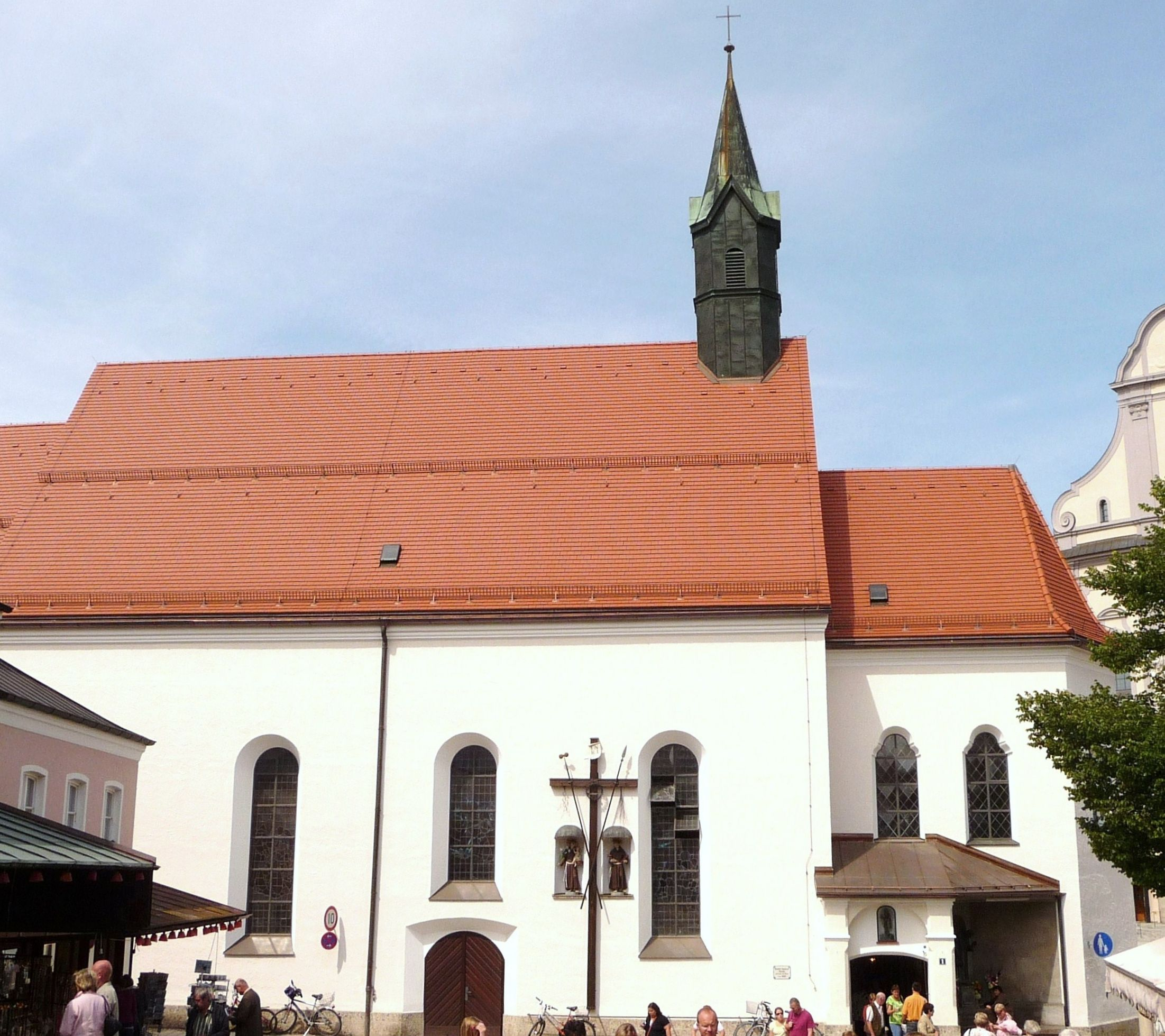
Die Bruder-Konrad-Kirche

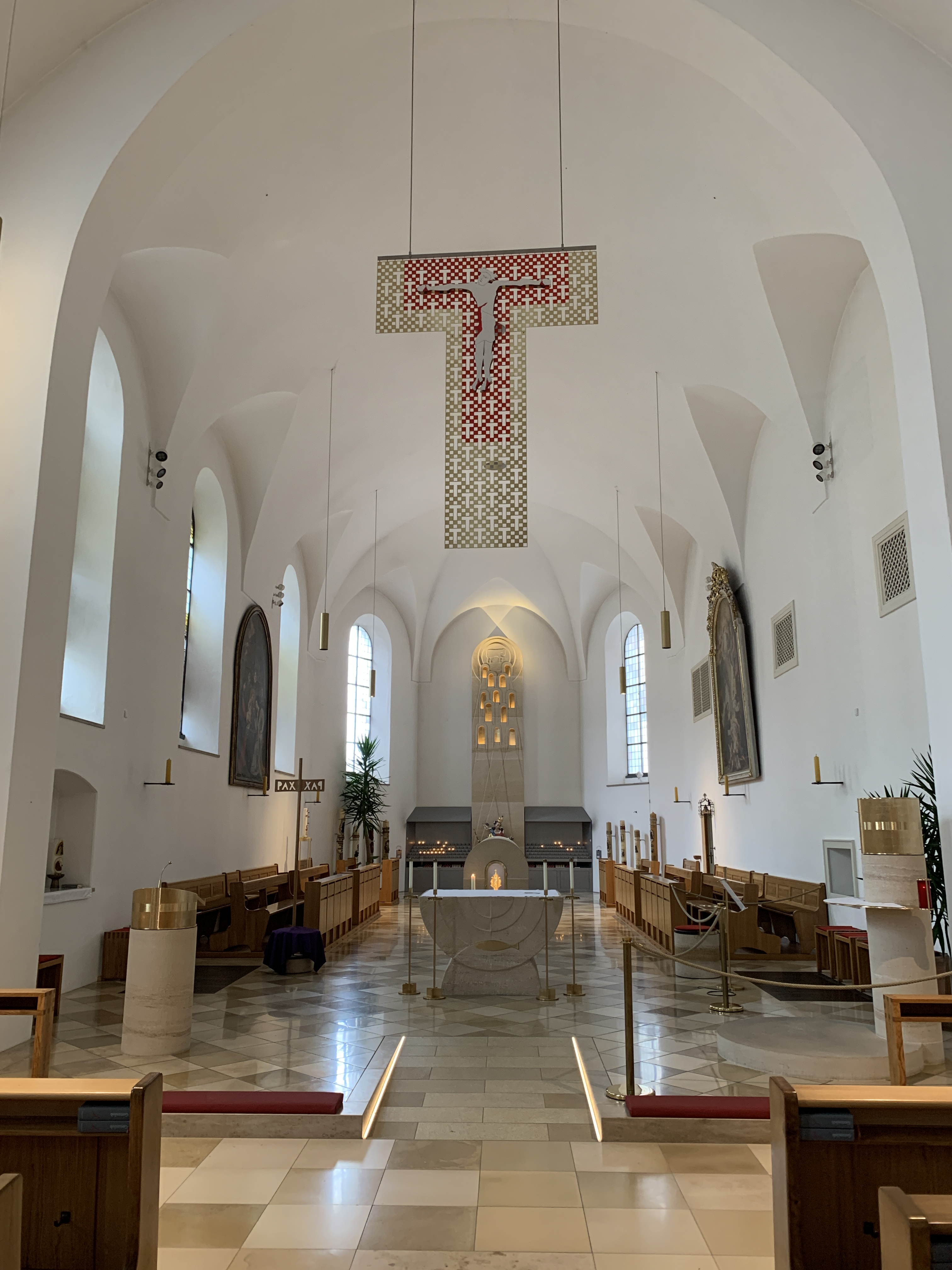
Innenraum Bruder-Konrad-Kirche

Das Kapuzinerkloster Altötting ist ein ehemaliges Kloster der Franziskaner-Reformaten, jetzt der Kapuziner im Wallfahrtsort Altötting in Bayern im Bistum Passau.

## Geschichte
Das nach dem heiligen Konrad von Parzham benannte Kloster wurde 1654 durch Franz Wilhelm von Wartenberg, Fürstbischof von Regensburg und Propst des Kollegiatstifts Altötting gegründet. Die Kirche wurde aus Dankbarkeit gegenüber der verwitweten Kurfürstin Maria Anna nach der heiligen Anna benannt.
Im Zuge der Säkularisation erfolgte im Mai 1802 die Vertreibung der Franziskaner nach Ingolstadt und Tölz und die Zuweisung des Klosters an den Kapuzinerorden als Aussterbekloster. Rund 150 Kapuziner aus anderen aufgelösten bayerischen Kapuzinerklöstern wurden hier untergebracht. Unter der Herrschaft König Ludwigs I. entstand die bayerische Ordensprovinz der Kapuziner von Altötting aus neu. Die Kapuziner betreuen seither die Wallfahrt zur Heiligen Kapelle mit dem Gnadenbild Unserer Lieben Frau in Altötting.
Am 23. März 1953 gestattete die Heilige Ritenkongregation die Umtitulierung der bisherigen St. Annakirche auf den Namen des hl. Bruders Konrad von Parzham. 1956/57 wurde die Kirche durch den Regensburger Architekten Beckers dementsprechend umgestaltet. 1961 wurde auch das bisherige St.-Anna-Kloster in Bruder-Konrad-Kloster umbenannt.

## Gestaltung
An der Klosterpforte ist seit der Zeit Bruder Konrads nichts verändert worden, auch nicht beim Umbau des Klosters 1959/60. Vom Pfortengang aus führt links eine Türe in die Alexiuszelle, wo Bruder Konrad gerne zwischendurch betete, weil er von dort einen freien Blick zum Altar hatte. In der Alexiuszelle werden auch Bitt- und Dankbriefe an den Heiligen abgegeben.
In der Kirche befindet sich unter dem von einem Baldachin bekrönten Altar der Reliquienschrein des Heiligen. Die Gebeine ruhen in einer Silberfigur, das Haupt gesondert davon in einer Umhüllung. Der Südtiroler Bildhauer Siegfried Moroder ist der Schöpfer der Kreuzigungsgruppe in der Apsis und des Mittelaltars. Gegenüber dem Hauptportal der Kirche werden in einem Museum Erinnerungsstücke Bruder Konrads aufbewahrt. Seit 1965 ist auch die Gruft zugänglich, in der Bruder Konrad ursprünglich bestattet wurde.
Die Kirche wurde 1657 im frühbarocken Stil erbaut. Ein schlichtes Bauwerk, wie es für Franziskaner/Kapuziner typisch ist. So wurde auf einen Turm verzichtet, stattdessen ein Dachreiter ausgeführt. Auf der Rückseite zeichnet sich der polygonale Chor als eigener Baukörper ab. Der Lichteinfall in den Chor und das einschiffige Langhaus mit Orgelempore erfolgt über lange rundbogige Fenster.
In der Jahren 2017 und 2018 wurde eine umfangreiche Renovierung und Neugestaltung des Kircheninneren vorgenommen. Anlass war das 200. Geburtsjahr des Bruder Konrad 2018. Der Altarraum ist nunmehr begehbar, der Reliquienschrein ist in einem steinernen Sarkophag untergebracht, der sich hinter dem neuen Altar befindet. Im Mittelgang der Kirche wurden neun Bodenplatten mit Gedanken des Bruder Konrad angebracht, die seine Spiritualität verdeutlichen. Im Chorraum befinden sich neben der Muttergottesfigur Opferlichter, darüber eine symbolische Darstellung der zwölf Tore des himmlischen Jerusalem.